# Måsarna lämnar Gotland och hela Sverige tittar på
Måsarna lämnar Gotland och hela Sverige tittar på är Anders F Rönnbloms tredje album, utgivet 1973 på skivbolaget Epic. Jämfört med hans övriga skivor innehåller det mer jazzinfluenser. Mats Olsson producerade albumet och medverkande musiker är Anders F Rönnblom, Alain Leroux, Douglas Westlund, Hans Grapenmark, Ulf Andersson och Jörgen Larssen. För målningen på dubbelomslaget står Rönnblom själv.

## Låtlista
1. Måsarna lämnar Gotland och hela Sverige tittar på - 3:18
2. Nya temperaturer - 5:05
3. Väldigt nära många gånger - 3:13
4. Desoto - 2:30
5. Frestelsens tempel - 3:37
6. Billys väntan på Isabell - 4:53
7. Ulla Hau - 3:43
8. Pepparmintpiller och pärlor - 3:05
9. Bumerang - 4:39
10. Vinden låter oss få va ifred - 3:48
11. Känner mig vild och lyrisk - 5:10 (Bonusspår på F-box utgivningen)
12. Jag drar mig sakta tillbaka till en bergslagsby - 5:00 (Bonusspår på F-box utgivningen)
13. Sista låten - 1:12 (Bonusspår på F-box utgivningen)